# Copris neglectus
Copris neglectus är en skalbaggsart som beskrevs av Moxey 1963. Copris neglectus ingår i släktet Copris och familjen bladhorningar. Inga underarter finns listade i Catalogue of Life.